# Марґеріт Жерар
Марґері́т Жера́р (фр. Marguerite Gérard; 28 січня 1761, Грасс — 18 травня 1837, Париж) — французька художниця, граверка, книжкова графікеса. Представниця рококо, учениця Жана-Оноре Фраґонара. Вшанована на Поверсі спадщини Джуді Чикаго.

## Життєпис
Народилася 28 січня 1761 року у Грассі у родині парфумера Клода Жерара та Марі Жілетт. У 14 років після смерті матері переїхала у Париж, де почала брати уроки живопису, малюнку і гравюри у чоловіка своєї сестри Жана-Оноре Фраґонара. Марґеріт Жерар належать п'ять офортів у співпраці з ним.
Марґеріт Жерар лишалася неодруженою і не мала дітей. Вона є тіткою художника Александра-Евариста Фраґонара. 
Припущення, що вона була коханкою Ж.-О. Фрагонара, не має підтверджень. Сама Жерар ставилася до метра як до батька. На межі століть, після Французької революції, коли померла дружина Фрагонара, а син обірвав зв'язки з ним, Жерар допомогла йому: знайшла квартиру, бо нова влада виселила його з житла у Луврі.
Померла Марґеріт Жерар 18 травня 1837 року в Парижі.

## Творчість
Художниця працювала у різних жанрах і техніках. Але головною темою творчості Жерар стали жанрові сценки у дусі голландської Золотої доби: сімейного життя вищої та середньої верств французького суспільства, затишок, створений руками жінки, щасливе материнство. Частими персонажами її картин були і домашні тварини, особливо кішки.
Після Великої французької революції, коли жінки отримали право виставляти свої картини на виставках, Марґеріт Жерар скористувалася цією можливістю. З 1799 до 1824 року вона регулярно брала участь у виставках. У 1804 році художниця отримала золоту медаль від Наполеона, який оцінив її роботи. Не дивлячись на домінування теми домашнього вогнища, Жерар знайшла своє місце й у художньому житті післяреволюційної Франції часів Імперії. Доба відобразилася і в її творчості, про що свідчить полотно «Милосердя Наполеона» (1806).
Жерар також виконала низку ілюстрацій для твору П'єра Шодерло де Лакло «Небезпечні зв'язки» (1782).

## Галерея

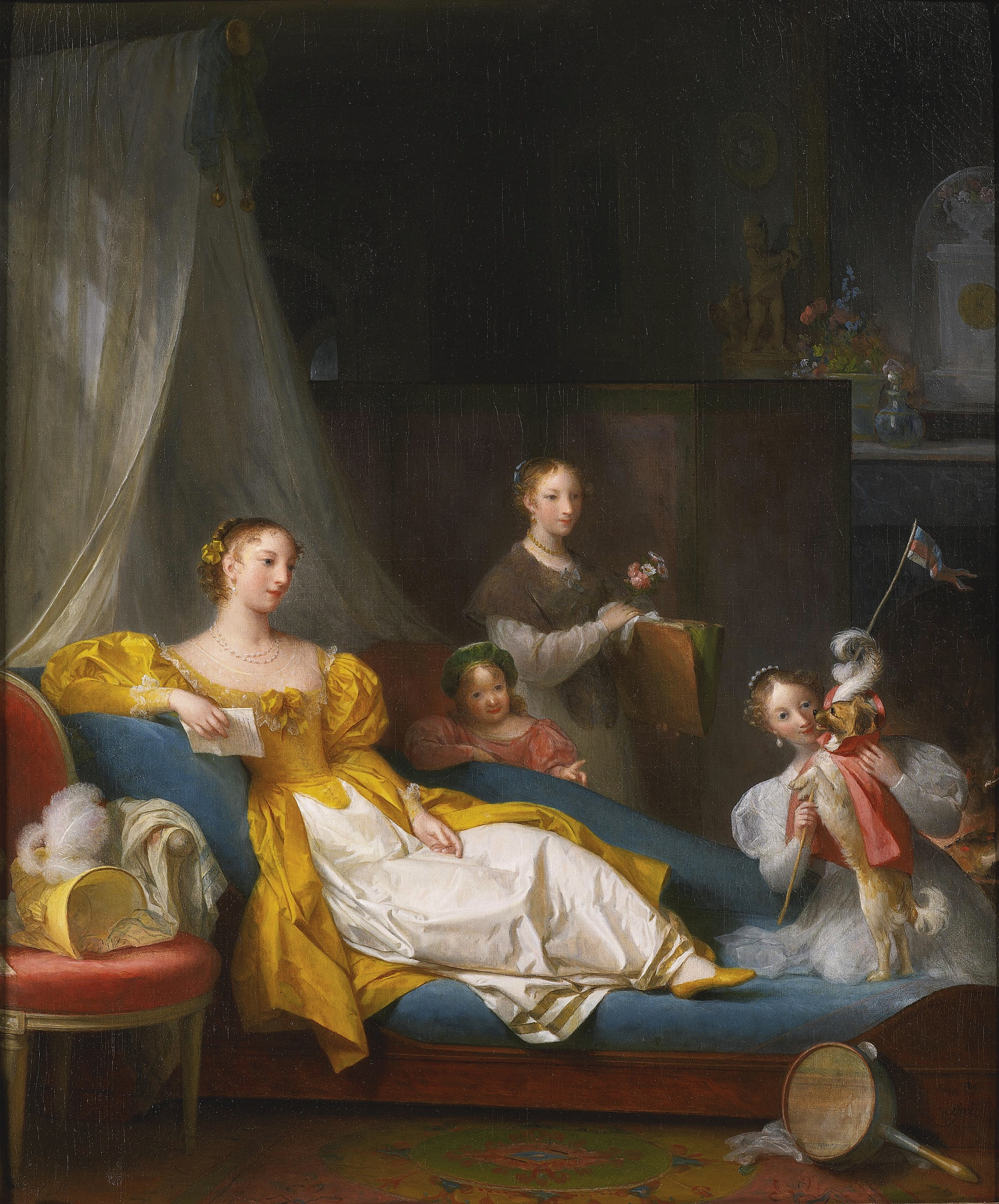
«Сім'я в інтер'єрі грає з собакою»
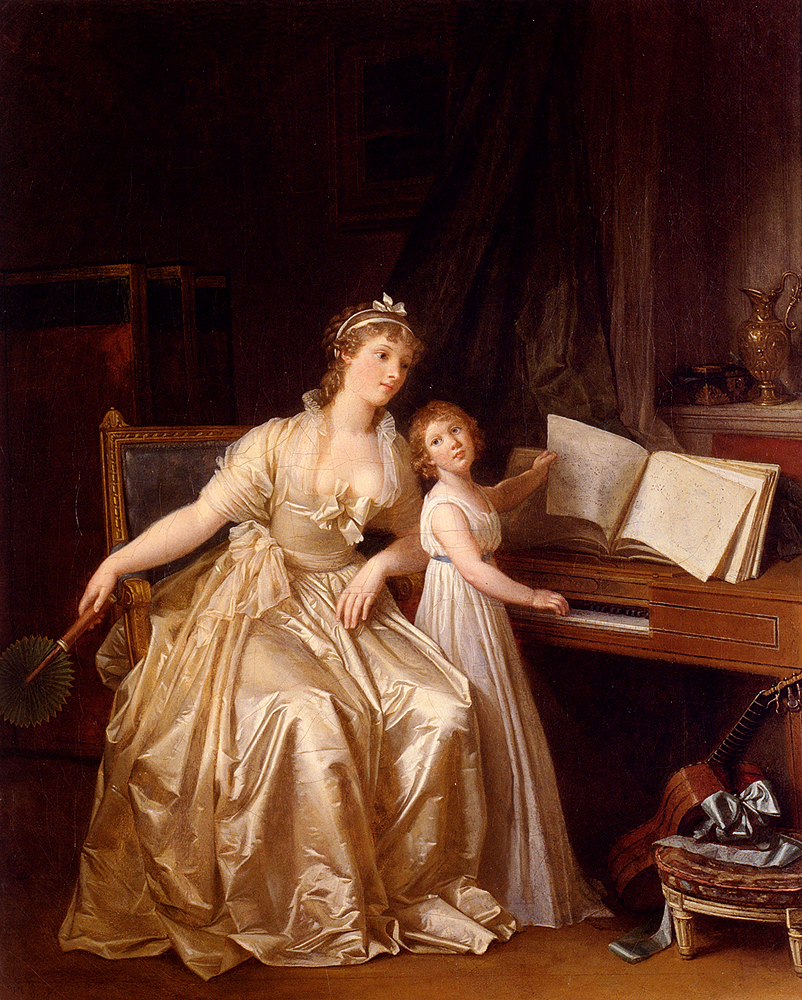
«Урок гри на фортепіано» (1785–1787)
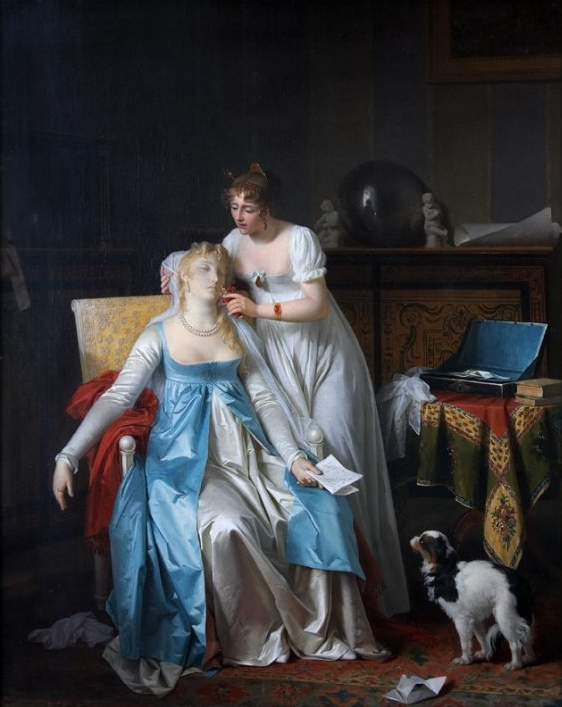
«Погані новини» (1804)
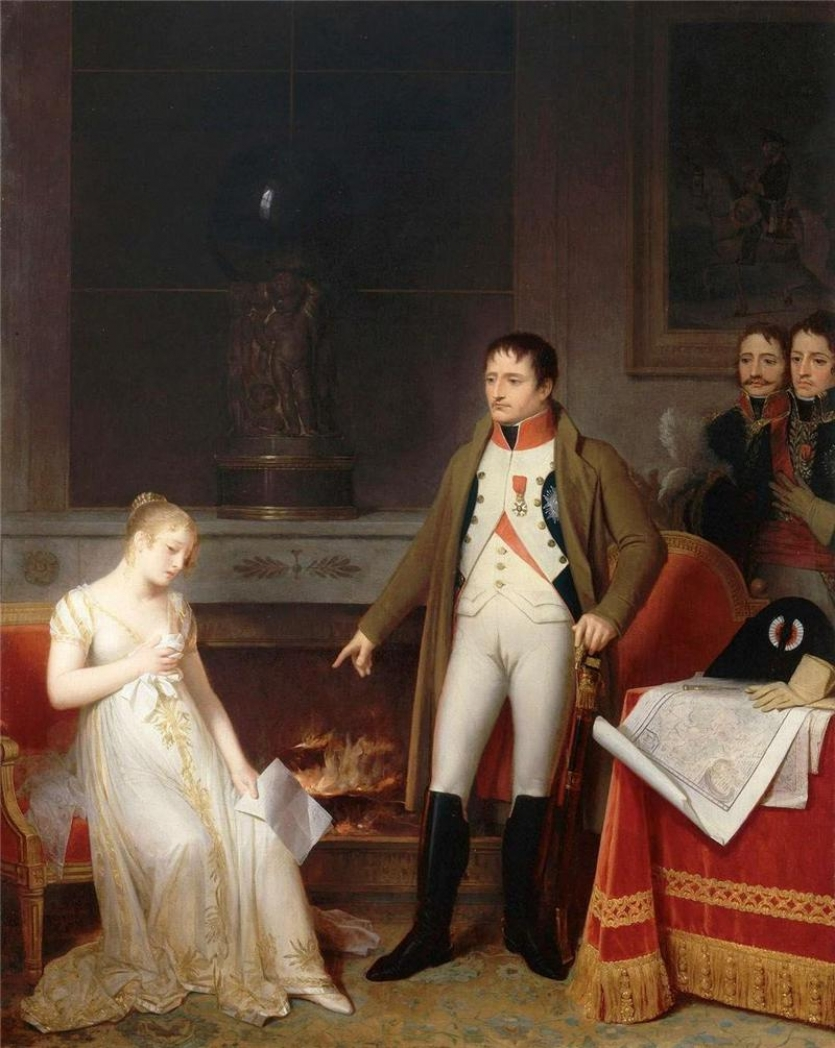
«Милосердя Наполеона до мадам Гацфельд» (1806)
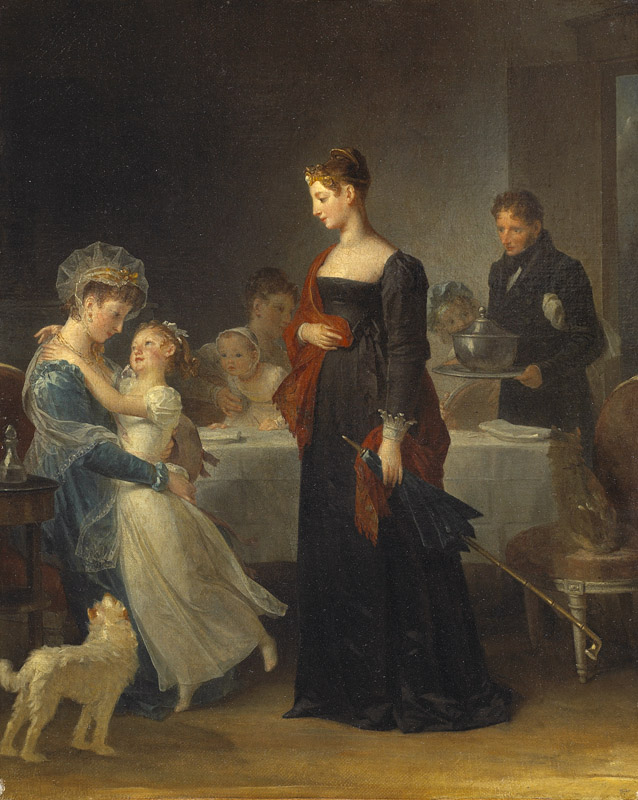
«Візит» (бл. 1810)
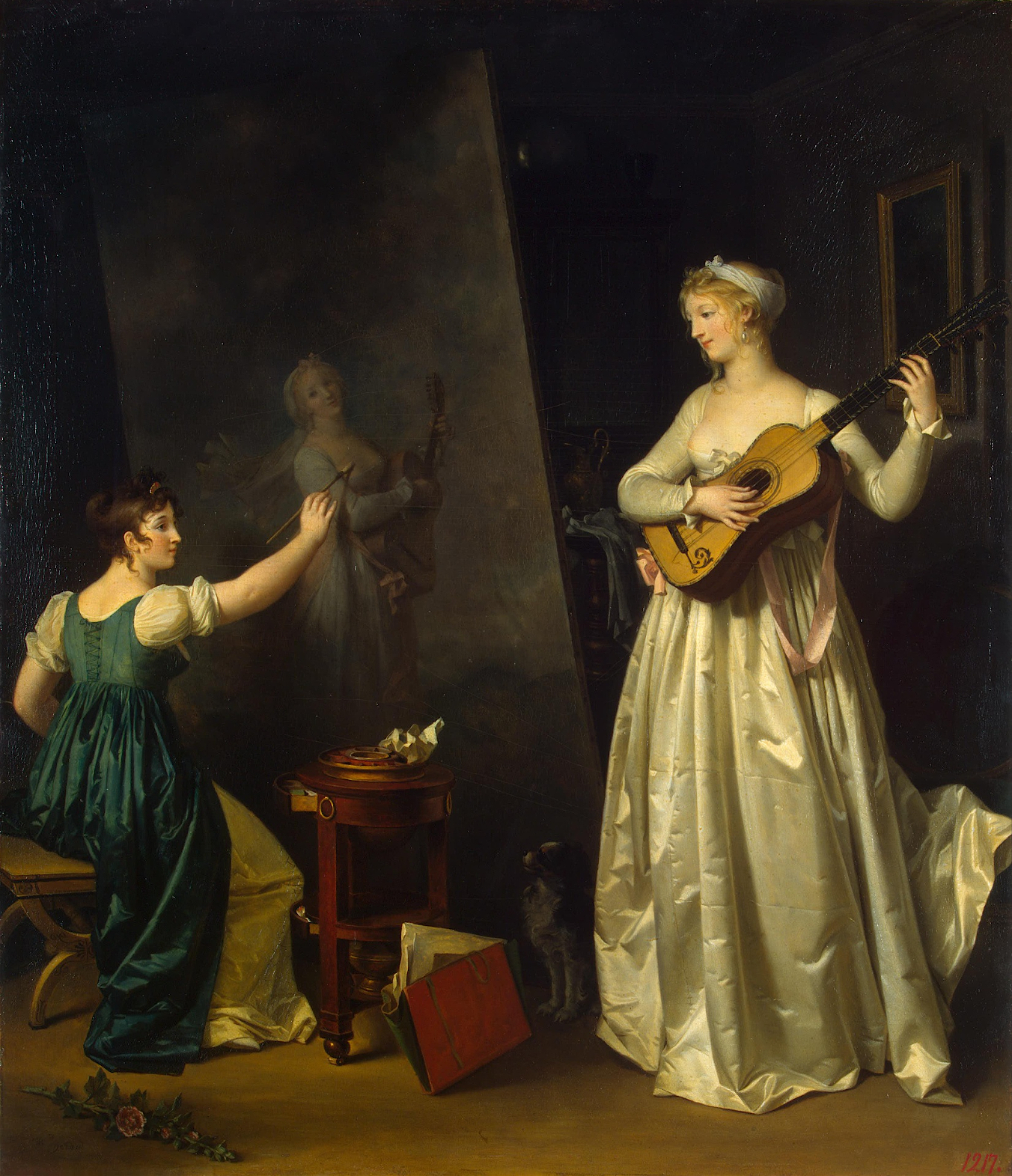
Маргеріт Жерар - художниця, що малює портрет музиканта, близько 1803 р.